# ان‌جی‌سی ۱۲۶۵
ان‌جی‌سی ۱۲۶۵ (انگلیسی: NGC 1265) نام یک کهکشان در صورت فلکی برساووش است.